# Ny Andromedae
Ny Andromedae (Ny And, ν Andromedae, ν And), som är stjärnans Bayerbeteckning, är en dubbelstjärna i mellersta delen av stjärnbilden Andromeda belägen intill Andromedagalaxen (M31). Den har en genomsnittlig skenbar magnitud på omkring 4,5,  vilket gör den synlig för blotta ögat. Baserat på parallaxmätningar befinner den sig på ett avstånd av ca 620 ljusår (190 parsek) från solen.

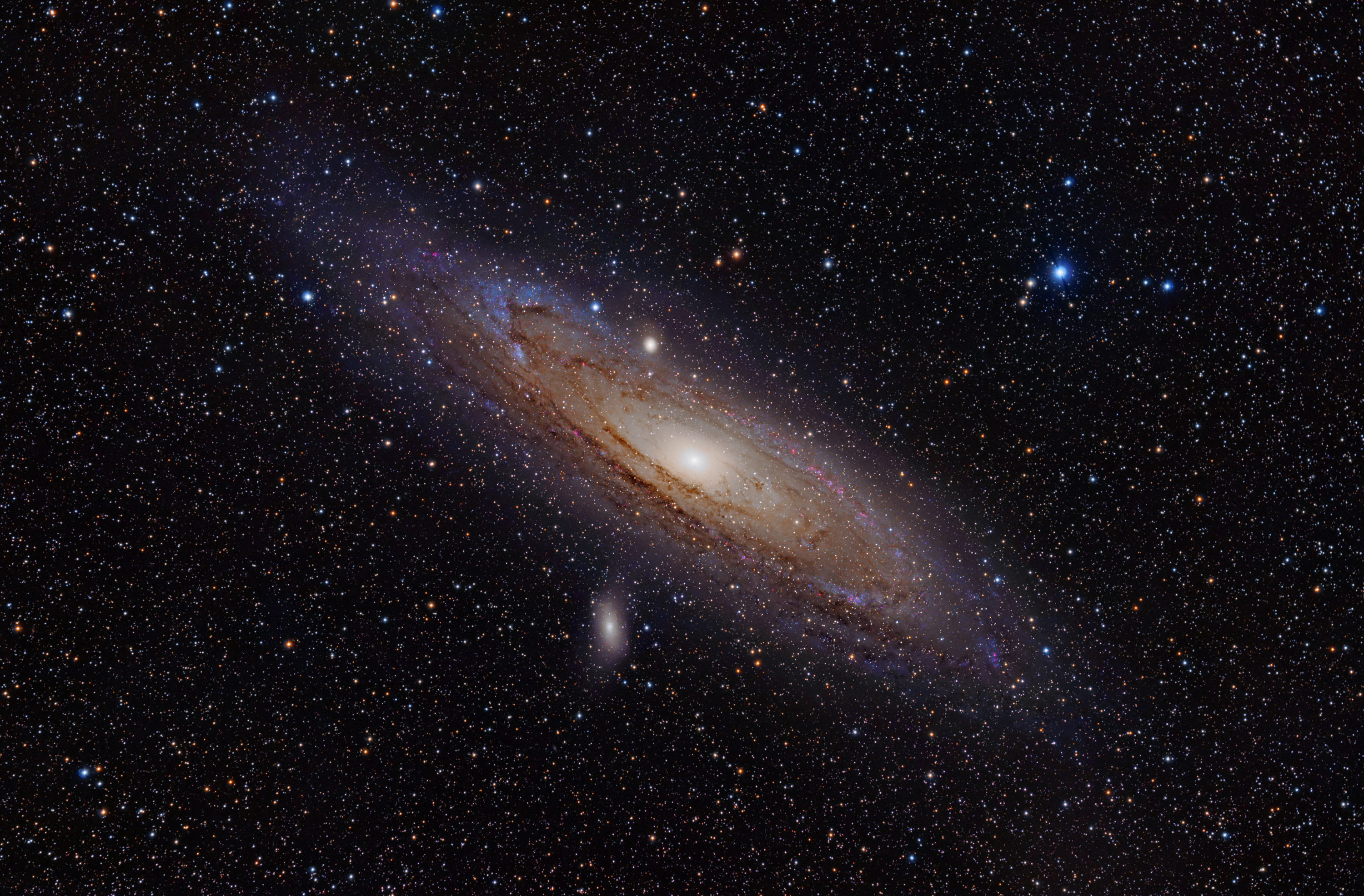
Ny Andromedae är den tydliga blå stjärnan längst upp till höger på bilden. I centrum ligger Andromedagalaxen.

## Egenskaper
Ny Andromedae är en spektroskopisk dubbelstjärna med ett nästan cirkulärt omlopp med en period på 4,2828 dygn. Den primära komponenten är en huvudseriestjärna av typ B med spektralklass B5 V. Den svagare följeslagaren har spektralklass F8 V, vilket gör den till huvudseriestjärna av typ F. Paret är ungefär 63 miljoner år gammalt.